# Crítica de la razón dialéctica
Crítica de la razón dialéctica fue la segunda de las obras filosóficas principales del filósofo francés Jean-Paul Sartre, la cual fue publicada en francés en 1960. Este libro voluminoso, escrito en un estilo poco literario (contrariamente a El ser y la nada), es leído en particular debido a su problemática delicada (la posibilidad de una razón dialéctica en el mundo) y también por la consideración global de la filosofía sartriana solo al existencialismo. Esta obra se presenta como una respuesta de poco menos de 800 páginas a la problemática de la conciliación del marxismo (al cual Sartre se acercó a inicios de los años 1950) y del existencialismo.
Un segundo e incompleto volumen con énfasis en la estalinización de la revolución bolchevique fue publicada en francés en 1985 y en inglés en 1992.

## Contenido
En este libro, Sartre se pregunta sobre la manera de conformar una antropología estructural e histórica que no deje de lado la concreción del objeto estudiado en un sistema fijo de conceptos. Para ello, propone que la antropología marxista es la única que puede servir para este objetivo, siempre y cuando esta empiece por comprender lo humano que supone el existencialismo. De esta manera, Sartre intentó reconciliar el marxismo con el existencialismo. Al usar eventos de la Revolución francesa y otros sucesos históricos (incluyendo la noción de que la atribución de un valor "precioso" a ciertos metales por parte de los europeos llevó inexorablemente a la esclavitud), Sartre intentó mostrar cómo la clase social es una instancia especial de una agrupación humana o más bien varios niveles de agrupamientos humanos. Esta afirmación fue precedida por complejas explicaciones de agrupamientos de sofisticación creciente que iban desde una cola en una parada de autobuses hasta las instituciones.